# Roberto Leoni

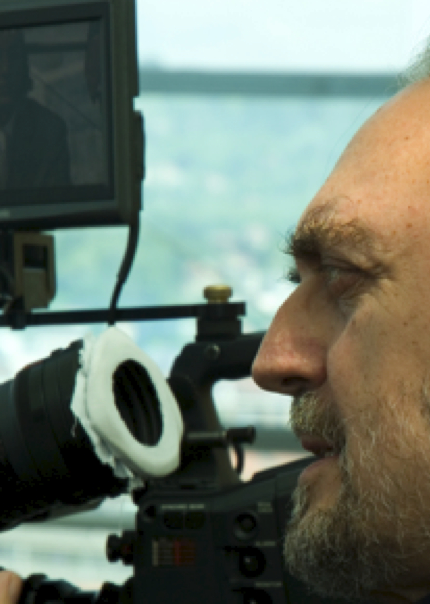
Roberto Leoni

Roberto Leoni (* 16. November 1940 in Rom; † 5. März 2024 ebenda) war ein italienischer Drehbuchautor, Filmregisseur und Autor.

## Leben
Leoni studierte an der Universität La Sapienza in Rom und wurde bereits dort mit einem Universitätspreis für sein Theaterschaffen gewürdigt. Ab 1965 inszenierte er einige moderne Klassiker und arbeitete für das Kulturjournal „Numero“. 1968 wurde erstmals ein Drehbuch Leonis verfilmt, Eat it wurde mit Frank Wolff und Paolo Villaggio inszeniert. Neben stetiger Arbeit für verschiedene Zeitschriften widmete sich Leoni dann der Poesie und veröffentlichte zwei Gedichtbände.
Ab 1971 arbeitete er intensiv an Drehbüchern und Story-Entwürfen für den Film. 1974 inszenierte er (als Butch Lion) einen komödiantischen Kriminalfilm mit den Les Humphries Singers in wichtigen Rollen in Spanien. Neben anspruchsvollen Arbeiten stehen auch viele Actionfilme und Gelegenheitswerke in seiner Filmografie. Der von Alejandro Jodorowsky 1989 inszenierte Santa sangre erhielt zahlreiche Auszeichnungen. Mitte der 1990er Jahre und nach der Erfahrung zweier Misserfolge als Filmregisseur war Leoni bei der RAI für zwei Radioformate verantwortlich. Danach wechselte er zwischen Arbeiten für Film, Fernsehen – u. a. für die erfolgreichen Serien Gente di mare und La bambina e il commissario (2009) – und der Literatur.

## Filmografie (Auswahl)
als Regisseur
- 1974: Les Humphries: Es knallt – und die Engel singen (als Butch Lion)

als Drehbuchautor
- 1976: Abrechnung in San Franzisko (Gli esecutori)
- 1977: Der Mann aus Virginia (California)
- 1978: Wie man seine Frau verliert und eine Freundin gewinnt (Come perdere una moglie e trovare un'amante)
- 1985: Hungrige Skorpione (Squadra selvaggia)
- 1985: Ein Mann sieht klar (Vediamo chiaro)
- 1987: Brothers in Blood (La sporca insegna del coraggio)
- 1987: Distant Lights – Unheimliche Begegnung mit dem Jenseits (Luci lontane)
- 1989: Miami Cops (Miami Cops)
- 1989: Santa Sangre (Santa sangre)